# Мошоринська сільська рада
| Мошоринська сільська рада — колишній орган місцевого самоврядування у Знам'янському районі Кіровоградської області з адміністративним центром у с. Мошорине. Сільській раді підпорядковані населені пункти: - с. Мошорине - с. Васине |

### Колишні населені пункти
- Єлизаветівка
- Зарудні Байраки

## Склад ради
Рада складається з 16 депутатів та голови.

### Керівний склад ради
| ПІБ                            | Основні відомості                                                                      | Дата обрання | Дата звільнення |
| ------------------------------ | -------------------------------------------------------------------------------------- | ------------ | --------------- |
| Баланенко Світлана Анисимівна  | Сільський голова, 1956 року народження, освіта, Всеукраїнське об'єднання 'Батьківщина' | 26.03.2006   | 31.10.2010      |
| Кондратенко Олексій Григорович | Сільський голова, 1957 року народження, освіта середня спеціальна, безпартійний        | 31.10.2010   |                 |

Примітка: таблиця складена за даними джерела

## Населення
Згідно з переписом УРСР 1989 року чисельність наявного населення сільської ради становила 2533 особи, з яких 1052 чоловіки та 1481 жінка.
За переписом населення України 2001 року в сільській раді мешкало 2287 осіб.

### Мова
Розподіл населення за рідною мовою за даними перепису 2001 року:
| Мова       | Відсоток |
| ---------- | -------- |
| українська | 94,42 %  |
| російська  | 3,10 %   |
| молдовська | 1,35 %   |
| вірменська | 0,61 %   |
| білоруська | 0,35 %   |
| польська   | 0,04 %   |